# Bevagna
Bevagna és una ciutat i comune (municipi) de la província de Perusa, a la regió italiana d'Úmbria, a la plana del riu Topino.
Bevagna es troba a 25 km al sud-est de Perusa, 8 km a l'oest de Foligno, 7 km al nord-nord-oest de Montefalco, 16 km al sud d'Assís i 15 km al nord-oest de Trevi.
L'1 de gener de 2018 tenia 5.013 habitants.

## Història

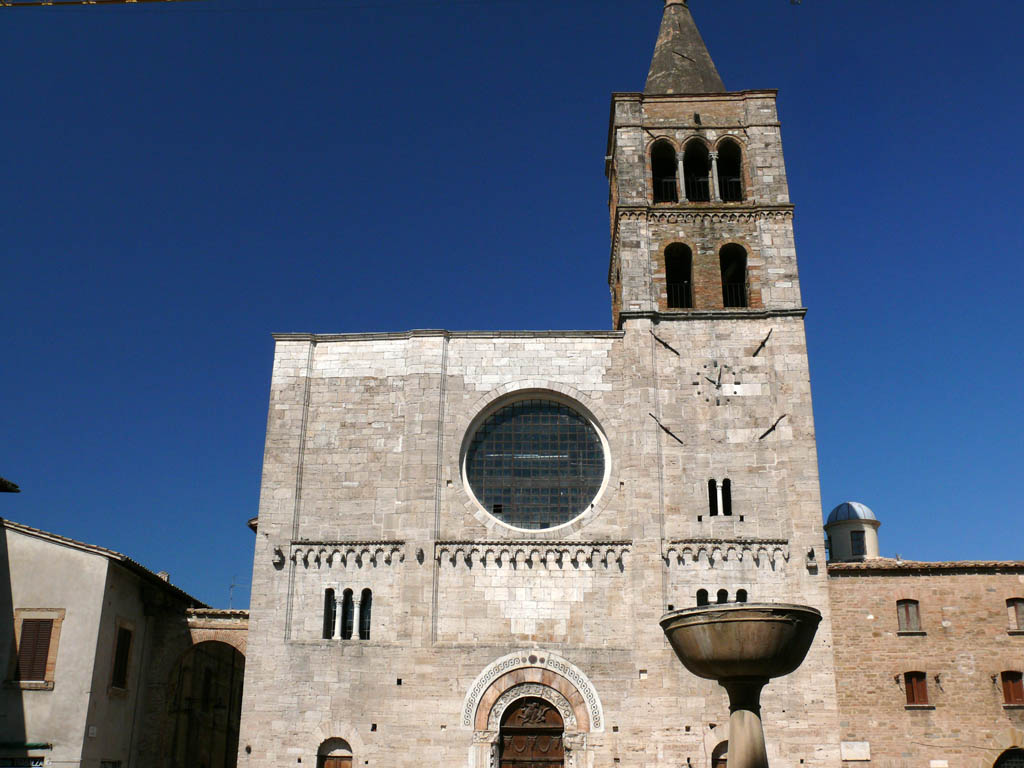
Església de San Michele Arcangelo, a Bevagna.

La ciutat va ser originalment un assentament dels etruscs i els oscs. Al voltant del 80-90 aC es va convertir en un municipium romà, anomenat Mevània, a la Regió VI d'August. Es trobava a la branca oest de la Via Flamínia, a 13 km del Forum Flaminii, on les branques s'uneixen. S'esmenta en diversos itineraris antics de l'Itinerarium, seguint el Vicus Martis Tudertium a la sortida de Roma.
L'any 310 aC el cònsol Fabi va trencar les forces umbres aquí; però no s'esmenta fins al segle I dC. En el 69 l'exèrcit de Vitel·li va esperar aquí l'avanç de Vespasià.
Les pastures properes al riu Topino i als bous blancs del riu Clitumnus (l'actual Clitunno) són esmentats per Sext Aureli Properci, la família de la qual era de la zona (d'Assisium, Hispèl·lum, o la mateixa Mevània): poden referir-se a Mevània. Mevània és esmentada específicament pels escriptors Sili Itàlic, Marc Anneu Lucà i Estaci.
Després de la conquesta llombarda, es va convertir en la seu d'un gastaldat al Ducat de Spoleto, i després de l'any 1000 era un municipi lliure. L'any 1152 Federico Barbarossa va incendiar Bevagna. El 1249 va ser destruïda de nou pel comte d'Aquino. La família Trinci la va governar des del 1371 fins al 1439. Més tard va formar part dels Estats Pontificis fins a la unificació d'Itàlia.

## Llocs d'interès
- Palazzo dei Consoli, conegut des de 1187, amb el Teatro F. Torti (1886).
- Església romànica de S. Michele Arcangelo (segles xii i xiii).
- Església romànica de S. Silvestro (1195).
- Església de Sant'Agostino (1316).
- Església de San Nicolò.
- Església de Santa Maria in Laurenzia, construïda el segle xiii i posteriorment ampliada.
- Església de San Vincenzo (coneguda des del segle XII).
- Les muralles medievals.
- Ruïnes d'un temple romà.
- Ruïnes d'un teatre romà.
- Roman thermae with mosaics of marine life.
- Castell de Cantalupo.
- Castell de Castelbuono.
- Església de Limigiano.
- Castell de Torre del Colle.